# Tiago Pires
Tiago Pires (Lisboa, 13 de Março de 1980) é um surfista português.

## Biografia
Tiago Pires (também conhecido por Saca), passou a adolescência na linhas ordenadas do bairro de Alvalade mas eram já noutras linhas, e também ordenadas, aquelas em que Saca pensava diariamente: nas da sua Ericeira e nos seus dias de ondas clássicas. Pensava nos fins-de-semana entre a escola. A separá-lo desse objectivo, uma tortuosa viagem de autocarro entre a Lisboa e a Ericeira para surfar com o irmão Ricardo e o amigo Mica. Os fins-de-semana fizeram-se dias, semanas, meses, anos e Saca foi-se moldando à medida das ondas mais perfeitas do país, com o seu surf feito de linha, pressão, precisão e power, bem como com uma capacidade singular para os tubos.
Depois da estreia em competição (em 1993), dos primeiros títulos de campeão (Campeão Nacional sub-14 em 1994 e sub-16 em 1995), 1996 é o ano da sua primeira final no Circuito Nacional. Tinha dezasseis anos. No mesmo ano, conhece José Seabra, que passa a ser o seu mentor e treinador. Juntos, arquitectam o objectivo de chegar à elite do surf mundial, um sonho quase impossível num país com pouca tradição e cultura de surf. Começa a desenhar-se a sua carreira internacional. Em 1997, vence os melhores juniores europeus em Hossegor, qualificando-se assim para disputar o título de melhor júnior do mundo na Austrália, no ano seguinte. Ali onde competiu, entre outros, contra Andy Irons, Taj Burrow e C.J. Hobgood. Nesse ano de 1998 consegue um espantoso segundo lugar no Mundial Amador ISA, em Portugal, sendo apenas derrotado na final por Dean Morrison. Em 1999, vence o título europeu Pro Júnior e começa a correr no Circuito World Qualifying Series (WQS) com o objectivo de chegar à elite do surf mundial, o World Championship Tour (WCT). Depois da sua primeira vitória no circuito WQS, num 3 estrelas na Praia de Miramar, em Vila Nova de Gaia, foi também em 2000 que o nome Tiago Pires entra definitivamente no léxico anglo-saxónico do panorama do surf mundial. Foi na temporada de Inverno havaiana, onde se sagra Vice-Campeão do Mundo Júnior e fica num assombroso segundo lugar em Sunset. Essa final, disputada em condições épicas com Sunny Garcia, Andy Irons e Zane Harrison, valeu-lhe o título de Rookie of The Year na Triple Crown. Em 2001 é o terceiro classificado da famosa lista “Hot Hundred”, onde a revista norte-americana Surfer elege os melhores juniores do mundo. Em 2002, vence uma etapa importante no Japão e faz bons resultados no WQS mas uma lesão grave nos Coxos atira-o para fora da tão almejada classificação para o WCT. No ano seguinte, nova lesão deixa-o seis meses fora de água.
Em 2005 quebra finalmente o enguiço caseiro e consegue uma extraordinária vitória em casa, em Ribeira D’Ilhas, na Ericeira, perante uma plateia emocionada mas acaba por ficar novamente à porta da classificação no final do ano. Repete a vitória no ano seguinte mas fica longe dos lugares de acesso ao WCT. Em 2007, surge mais confiante que nunca e com uma força inabalável que o classifica em quinto lugar no ranking WQS e abre, finalmente, as portas para o WCT. No seu primeiro ano entre a elite, fica em 31º lugar na classificação e requalifica-se através do WQS. Apesar disso, ficou na memória colectiva dos milhares de fãs que seguem online a sua participação no tour, a memorável campanha no Rip Curl Pro Search, em Bali, na Indonésia, onde ficou em terceiro lugar. No ano seguinte classifica-se em 24º, tendo conseguido um excelente terceiro lugar no Quiksilver Pro, em França. Em 2010, obteve a melhor classificação de sempre, um 21º lugar, depois de uma primeira metade de época de alto nível. No começo deste ano, regressa ao seu primeiro patrocinador, a Quiksilver, e abre o seu quarto ano entre os melhores surfistas do mundo a igualar os seus dois melhores resultados de sempre, com um terceiro lugar no Quiksilver Pro Gold Coast, a primeira etapa do Circuito Mundial de Surf 2011.